# Happiness (musikgrupp)
Happiness är en finländsk musikgrupp bildad 2005. Deras musikgenre är alternativ rock.
Bandet första singel Accelerate släpptes i maj 2007. Debutalbumet 66Ft. Melodies gavs ut senare samma år.

## Medlemmar
- Alexandre Descargues - sång
- Jussi Korhonen - elbas
- Mikko Pietinen - trummor
- Hans Hansen - gitarr
- Antti Eräkangas - gitarr

## Diskografi
Album
- 2007 – 66Ft. Melodies

Singlar
- 2007 – Accelerate
- 2007 – Need You
- 2008 – Eternal Sunshine of a Communist Mind